# اچ‌ام‌اس فورمیدابل (۱۸۹۸)
اچ‌ام‌اس فورمیدابل (۱۸۹۸) (به انگلیسی: HMS Formidable (1898)) یک زیردریایی است که طول آن ۴۱۱ فوت (۱۲۵٫۳ متر) می‌باشد. این زیردریایی در سال ۱۸۹۸ ساخته شد.